# Anne-Katrin Seid
Anne-Katrin Seid (* 15. Februar 1967) ist eine deutsche Badmintonspielerin. 

## Karriere
Anne-Katrin Seid gewann 1985 mit Bronze im Damendoppel ihre erste Medaille bei den deutschen Einzelmeisterschaften. 1989 holte sie zweimal Bronze, um im Folgejahr endlich ihren ersten nationalen Titel zu erkämpfen. 1990 wurde sie ebenfalls deutsche Mannschaftsmeisterin und Hochschulweltmeisterin. 

## Sportliche Erfolge
| Saison    | Veranstaltung                       | Disziplin   | Platz | Name |
| --------- | ----------------------------------- | ----------- | ----- | --- |
| 1980/1981 | Süddeutsche Einzelmeisterschaft U14 | Dameneinzel | 1     | Anne-Katrin Seid (SSV Ulm 1846) |
| 1980/1981 | Süddeutsche Einzelmeisterschaft U14 | Damendoppel | 1     | Anne-Katrin Seid / Munz B. SSV Ulm 1846 / TSG Schwäbisch Gmünd                                                                           |
| 1981/1982 | Süddeutsche Einzelmeisterschaft U22 | Damendoppel | 1     | Anne-Katrin Seid / Lang SSV Ulm 1846 / TB Eschach                                                                                        |
| 1982/1983 | Deutsche Einzelmeisterschaft U16    | Dameneinzel | 2     | Anne Katrin Seid (SSV Ulm 1846) |
| 1982/1983 | Süddeutsche Einzelmeisterschaft U22 | Dameneinzel | 1     | Anne-Katrin Seid (SSV Ulm 1846) |
| 1983/1984 | Süddeutsche Einzelmeisterschaft U22 | Damendoppel | 1     | Anne-Katrin Seid / Drews E. SSV Ulm 1846 / ESV Weil                                                                                      |
| 1983/1984 | Süddeutsche Einzelmeisterschaft U22 | Dameneinzel | 1     | Anne-Katrin Seid (SSV Ulm 1846) |
| 1983/1984 | Süddeutsche Einzelmeisterschaft     | Damendoppel | 1     | Anne-Katrin Seid / A. Zeisinger (SSV Ulm 1846 / TSG Schwäbisch Gmünd)                                                                    |
| 1984/1985 | Süddeutsche Einzelmeisterschaft U18 | Dameneinzel | 1     | Anne-Katrin Seid (SSV Ulm 1846) |
| 1985      | German Juniors                      | Damendoppel | 1     | Anne-Katrin Seid / Ulrike Scheunemann (SSV Ulm 1846 / TSV Wedel)                                                                         |
| 1985      | German Juniors                      | Mixed       | 1     | Michael Deuerling / Anne-Katrin Seid (SG Siemens Erlangen / SSV Ulm 1846)                                                                |
| 1984/1985 | Deutsche Einzelmeisterschaft U18    | Dameneinzel | 1     | Anne-Katrin Seid (SSV Ulm 1846) |
| 1984/1985 | Deutsche Einzelmeisterschaft U18    | Mixed       | 1     | Michael Deuerling / Anne-Katrin Seid (SG Siemens Erlangen / SSV Ulm 1846)                                                                |
| 1984/1985 | Deutsche Einzelmeisterschaft        | Damendoppel | 3     | Anne-Katrin Seid / Elke Drews (SSV Ulm 1846 / BC Lörrach-Brombach)                                                                       |
| 1985/1986 | Süddeutsche Einzelmeisterschaft U22 | Damendoppel | 1     | Anne-Katrin Seid / Drews E. SSV Ulm 1846                                                                                                 |
| 1985/1986 | Süddeutsche Einzelmeisterschaft     | Dameneinzel | 1     | Anne-Katrin Seid SSV Ulm 1846 |
| 1985/1986 | Deutsche Einzelmeisterschaft U22    | Mixed       | 1     | Michael Keck / Anne-Katrin Seid (SV Fortuna Regensburg)                                                                                  |
| 1985/1986 | Süddeutsche Einzelmeisterschaft     | Damendoppel | 1     | Anne-Katrin Seid / Drews E. SSV Ulm 1846                                                                                                 |
| 1986/1987 | Süddeutsche Einzelmeisterschaft     | Dameneinzel | 1     | Anne-Katrin Seid (SV Fortuna Regensburg)                                                                                                 |
| 1986/1987 | Süddeutsche Einzelmeisterschaft     | Mixed       | 1     | Markus Keck / Anne-Katrin Seid (SV Fortuna Regensburg)                                                                                   |
| 1986/1987 | Süddeutsche Einzelmeisterschaft     | Damendoppel | 1     | Anne-Katrin Seid / Drews E. (SV Fortuna Regensburg / BC Brombach)                                                                        |
| 1986/1987 | Süddeutsche Einzelmeisterschaft U22 | Damendoppel | 1     | Anne-Katrin Seid / Drews E. (SV Fortuna Regensburg / BC Brombach)                                                                        |
| 1986/1987 | Süddeutsche Einzelmeisterschaft U22 | Mixed       | 1     | Markus Keck / Anne-Katrin Seid (SV Fortuna Regensburg)                                                                                   |
| 1986/1987 | Bayerische Einzelmeisterschaft U22  | Dameneinzel | 1     | Anne-Katrin Seid (SV Fortuna Regensburg)                                                                                                 |
| 1986/1987 | Bayerische Einzelmeisterschaft      | Damendoppel | 1     | Anne-Katrin Seid / Heike Hallof (SV Fortuna Regensburg)                                                                                  |
| 1986/1987 | Bayerische Einzelmeisterschaft      | Mixed       | 1     | Markus Keck / Anne-Katrin Seid (SV Fortuna Regensburg)                                                                                   |
| 1986/1987 | Süddeutsche Einzelmeisterschaft U22 | Dameneinzel | 1     | Anne-Katrin Seid (SV Fortuna Regensburg)                                                                                                 |
| 1987/1988 | Süddeutsche Einzelmeisterschaft     | Mixed       | 1     | Markus Keck / Anne-Katrin Seid (SV Fortuna Regensburg)                                                                                   |
| 1987/1988 | Bayerische Einzelmeisterschaft      | Mixed       | 1     | Markus Keck / Anne-Katrin Seid (SV Fortuna Regensburg)                                                                                   |
| 1987/1988 | Bayerische Einzelmeisterschaft      | Dameneinzel | 1     | Anne-Katrin Seid (SV Fortuna Regensburg)                                                                                                 |
| 1987/1988 | Süddeutsche Einzelmeisterschaft     | Damendoppel | 1     | Anne-Katrin Seid / Drews E. (SV Fortuna Regensburg / BC Brombach)                                                                        |
| 1987/1988 | Deutsche Einzelmeisterschaft U22    | Damendoppel | 1     | Angelika Becker / Anne-Katrin Seid (STC Blau-Weiß Solingen / SV Fortuna Regensburg)                                                      |
| 1987/1988 | Deutsche Einzelmeisterschaft U22    | Mixed       | 1     | Markus Keck / Anne-Katrin Seid (SV Fortuna Regensburg / SV Fortuna Regensburg)                                                           |
| 1987/1988 | Deutsche Hochschulmeisterschaften   | Damendoppel | 1     | Anne-Katrin Seid / Elke Drews (Uni Ulm)                                                                                                  |
| 1987/1988 | Bayerische Einzelmeisterschaft      | Damendoppel | 1     | Anne-Katrin Seid / Zolnhofer H. (SV Fortuna Regensburg / TG Zell)                                                                        |
| 1988/1989 | Bayerische Einzelmeisterschaft      | Damendoppel | 1     | Anne-Katrin Seid / Drews E. (SV Fortuna Regensburg)                                                                                      |
| 1988/1989 | Deutsche Einzelmeisterschaft        | Mixed       | 2     | Markus Keck / Anne-Katrin Seid (Fortuna Regensburg / SSV Ulm 1846)                                                                       |
| 1988/1989 | Deutsche Einzelmeisterschaft U22    | Mixed       | 1     | Markus Keck / Anne-Katrin Seid (SV Fortuna Regensburg)                                                                                   |
| 1988/1989 | Süddeutsche Einzelmeisterschaft U22 | Damendoppel | 1     | Anne-Katrin Seid / Möller (SV Fortuna Regensburg / TSG Wiesloch)                                                                         |
| 1988/1989 | Deutsche Einzelmeisterschaft        | Damendoppel | 3     | Anne-Katrin Seid / Elke Drews (Fortuna Regensburg)                                                                                       |
| 1988/1989 | Deutsche Hochschulmeisterschaften   | Dameneinzel | 1     | Anne-Katrin Seid (Uni Ulm) |
| 1988/1989 | Deutsche Hochschulmeisterschaften   | Mixed       | 1     | Jürgen Schmitz / Anne-Katrin Seid (Uni Ulm)                                                                                              |
| 1988/1989 | Süddeutsche Einzelmeisterschaft     | Damendoppel | 1     | Anne-Katrin Seid / Drews E. (SV Fortuna Regensburg)                                                                                      |
| 1988/1989 | Süddeutsche Einzelmeisterschaft     | Dameneinzel | 1     | Anne-Katrin Seid (SV Fortuna Regensburg)                                                                                                 |
| 1988/1989 | Süddeutsche Einzelmeisterschaft     | Mixed       | 1     | Markus Keck / Anne-Katrin Seid (SV Fortuna Regensburg)                                                                                   |
| 1988/1989 | Süddeutsche Einzelmeisterschaft U22 | Mixed       | 1     | Michael Keck / Anne-Katrin Seid (SV Fortuna Regensburg)                                                                                  |
| 1989/1990 | Deutsche Mannschaftsmeisterschaft   | Mannschaft  | 1     | SV Fortuna Regensburg (Markus Keck, Gerhard Treitinger, Michael Keck, Michael Deuerling, Anne-Katrin Seid, Elke Drews, Birgit Schilling) |
| 1989/1990 | Deutsche Hochschulmeisterschaften   | Mixed       | 1     | Jürgen Mader / Anne-Katrin Seid (? / Uni Ulm)                                                                                            |
| 1989/1990 | Deutsche Einzelmeisterschaft        | Mixed       | 1     | Michael Keck / Anne-Katrin Seid (SV Fortuna Regensburg)                                                                                  |
| 1989/1990 | Deutsche Einzelmeisterschaft        | Damendoppel | 3     | Andrea Findhammer / Anne-Katrin Seid (1. BV Mülheim / Fortuna Regensburg)                                                                |
| 1989/1990 | Deutsche Einzelmeisterschaft        | Dameneinzel | 3     | Anne-Katrin Seid (Fortuna Regensburg) |
| 1989/1990 | Süddeutsche Einzelmeisterschaft     | Mixed       | 1     | Michael Keck / Anne-Katrin Seid (SV Fortuna Regensburg)                                                                                  |
| 1989/1990 | Bayerische Einzelmeisterschaft      | Mixed       | 1     | Michael Keck / Anne-Katrin Seid (SV Fortuna Regensburg)                                                                                  |
| 1989/1990 | Süddeutsche Einzelmeisterschaft     | Damendoppel | 1     | Anne-Katrin Seid / Drews E. (SV Fortuna Regensburg)                                                                                      |
| 1989/1990 | Süddeutsche Einzelmeisterschaft     | Dameneinzel | 1     | Anne-Katrin Seid (SV Fortuna Regensburg)                                                                                                 |
| 1990      | Weltmeisterschaften der Studenten   | Mixed       | 1     | Robert Neumann / Anne-Katrin Seid (GER)                                                                                                  |
| 1990/1991 | Deutsche Einzelmeisterschaft        | Mixed       | 1     | Michael Keck / Anne-Katrin Seid (SV Fortuna Regensburg)                                                                                  |
| 1990/1991 | Süddeutsche Einzelmeisterschaft     | Mixed       | 1     | Michael Keck / Anne-Katrin Seid (SV Fortuna Regensburg)                                                                                  |
| 1990/1991 | Deutsche Hochschulmeisterschaften   | Damendoppel | 1     | Andrea Findhammer / Anne-Katrin Seid (Uni Bochum / Uni Ulm)                                                                              |
| 1990/1991 | Süddeutsche Einzelmeisterschaft     | Damendoppel | 1     | Anne-Katrin Seid / C. Koch (SV Fortuna Regensburg / TSV Neuhausen)                                                                       |
| 1990/1991 | Deutsche Hochschulmeisterschaften   | Mixed       | 1     | Bernd Schwitzgebel / Anne-Katrin Seid (Uni Saarbrücken / Uni Ulm)                                                                        |
| 1990/1991 | Deutsche Einzelmeisterschaft        | Damendoppel | 2     | Anne-Katrin Seid / Andrea Findhammer (Fortuna Regensburg / 1. BV Mülheim)                                                                |
| 1991      | Swiss Open                          | Mixed       | 1     | Michael Keck / Anne-Katrin Seid (GER) |
| 1991      | Bulgarian International             | Damendoppel | 1     | Andrea Findhammer / Anne-Katrin Seid (GER)                                                                                               |
| 1991      | Czechoslovakian International       | Damendoppel | 1     | Andrea Findhammer / Anne-Katrin Seid (GER)                                                                                               |
| 1991      | French Open                         | Mixed       | 1     | Michael Keck / Anne-Katrin Seid (GER) |
| 1991      | Bulgarian International             | Mixed       | 1     | Markus Keck / Anne-Katrin Seid (GER) |
| 1991/1992 | Deutsche Einzelmeisterschaft        | Mixed       | 2     | Michael Keck / Anne-Katrin Seid (Fortuna Regensburg)                                                                                     |
| 1991/1992 | Südostdeutsche Einzelmeisterschaft  | Damendoppel | 1     | Anne-Katrin Seid / Müller St. (SV Fortuna Regensburg) / TSV Zirndorf                                                                     |
| 1991/1992 | Südostdeutsche Einzelmeisterschaft  | Mixed       | 1     | Michael Keck / Anne-Katrin Seid SVF Regensburg                                                                                           |
| 1991/1992 | Deutsche Einzelmeisterschaft        | Damendoppel | 3     | Christine Skropka / Anne-Katrin Seid (FC Bayer 05 Uerdingen / Fortuna Regensburg)                                                        |
| 1991/1992 | Südostdeutsche Einzelmeisterschaft  | Dameneinzel | 1     | Anne-Katrin Seid (SV Fortuna Regensburg)                                                                                                 |
| 1992      | Weltmeisterschaften der Studenten   | Damendoppel | 2     | Andrea Findhammer / Anne-Katrin Seid (GER)                                                                                               |
| 1992      | Weltmeisterschaften der Studenten   | Dameneinzel | 3     | Anne-Katrin Seid (GER) |
| 1992      | Weltmeisterschaften der Studenten   | Mixed       | 2     | Volker Renzelmann / Anne-Katrin Seid (GER)                                                                                               |
| 1992      | La Chaux-de-Fonds International     | Mixed       | 1     | Michael Keck / Anne Katrin Seid |
| 1992/1993 | Deutsche Einzelmeisterschaft        | Damendoppel | 3     | Nicole Baldewein / Anne-Katrin Seid (OSC Düsseldorf / Fortuna Regensburg)                                                                |
| 1992/1993 | Deutsche Einzelmeisterschaft        | Mixed       | 2     | Kai Mitteldorf / Anne-Katrin Seid (FC Bayer 05 Uerdingen / Fortuna Regensburg)                                                           |
| 1993/1994 | Deutsche Einzelmeisterschaft        | Damendoppel | 3     | Anne-Katrin Seid / Andrea Findhammer (Fortuna Regensburg / Hamburg)                                                                      |
| 1993/1994 | Südostdeutsche Einzelmeisterschaft  | Damendoppel | 1     | Anne-Katrin Seid / Müller St. (SV Fortuna Regensburg) / (TSV Neuhausen)                                                                  |
| 1993/1994 | Deutsche Einzelmeisterschaft        | Mixed       | 3     | Robert Neumann / Anne-Katrin Seid (FC Langenfeld / Fortuna Regensburg)                                                                   |
| 1993/1994 | Deutsche Hochschulmeisterschaften   | Mixed       | 1     | Stephan Kuhl / Anne-Katrin Seid (Uni Köln / Uni Ulm)                                                                                     |
| 1993/1994 | Südostdeutsche Einzelmeisterschaft  | Mixed       | 1     | Weber F. / Anne-Katrin Seid (SV Fortuna Regensburg)                                                                                      |
| 1994      | Weltmeisterschaften der Studenten   | Damendoppel | 2     | Andrea Findhammer / Anne-Katrin Seid (GER)                                                                                               |
| 1994      | Weltmeisterschaften der Studenten   | Mixed       | 1     | Stephan Kuhl / Anne-Katrin Seid (GER) |
| 1994/1995 | Südostdeutsche Einzelmeisterschaft  | Mixed       | 1     | Klaus Treitinger / Anne-Katrin Seid (SV Fortuna Regensburg)                                                                              |
| 1994/1995 | Südostdeutsche Einzelmeisterschaft  | Damendoppel | 1     | Anne-Katrin Seid / Westermann (SV Fortuna Regensburg)                                                                                    |
| 1994/1995 | Bayerische Einzelmeisterschaft      | Damendoppel | 1     | Anne-Katrin Seid / Edeltraud Schwarz (SV Fortuna Regensburg)                                                                             |
| 1994/1995 | Deutsche Hochschulmeisterschaften   | Damendoppel | 1     | Anne-Katrin Seid / Tanja Spahr (Uni Ulm / WG München)                                                                                    |
| 1994/1995 | Deutsche Hochschulmeisterschaften   | Dameneinzel | 1     | Anne-Katrin Seid (Uni Ulm) |
| 1994/1995 | Deutsche Hochschulmeisterschaften   | Mixed       | 1     | Steffen Weber / Anne-Katrin Seid (Uni Heidelberg / Uni Ulm)                                                                              |
| 1994/1995 | Bayerische Einzelmeisterschaft      | Mixed       | 1     | Klaus Treitinger / Anne-Katrin Seid (SV Fortuna Regensburg)                                                                              |
| 1995/1996 | Südostdeutsche Einzelmeisterschaft  | Damendoppel | 1     | Anne-Katrin Seid / Cramer E. (SV Fortuna Regensburg) / SG Schorndorf                                                                     |
| 1996/1997 | Südostdeutsche Einzelmeisterschaft  | Mixed       | 1     | Michael Pongratz / Anne-Katrin Seid (VfB Friedrichshafen) / SSV Ulm 1846                                                                 |

## Referenzen
- Martin Knupp: Deutscher Badminton Almanach, Eigenverlag/Deutscher Badminton-Verband (2003), 230 Seiten

| Personendaten    | Personendaten               |
| ---------------- | --------------------------- |
| NAME             | Seid, Anne-Katrin           |
| KURZBESCHREIBUNG | deutsche Badmintonspielerin |
| GEBURTSDATUM     | 15. Februar 1967            |